# Morcote
Morcote (in dialetto ticinese Murcò) è un comune svizzero di 755 abitanti del Canton Ticino, nel distretto di Lugano. Dal 2016 il borgo, grazie alla sua particolare bellezza architettonica, la sua storia e la posizione privilegiata in cui si trova, è entrato a far parte dell'associazione "I borghi più belli della Svizzera".
Nel 2016 vince il premio "più bel villaggio della Svizzera".
Nel 2023 viene premiato tra i "best tourism villages" dall'organizzazione mondiale per il turismo.

## Geografia fisica
Morcote è affacciato sul Lago di Lugano, ai piedi del Monte Arbostora.

## Storia
Villaggio attestato storicamente dall'anno 926, dal suo territorio nel 1816 fu scorporata la località di Carabietta, divenuta comune autonomo.

## Monumenti e luoghi d'interesse

### Architetture religiose

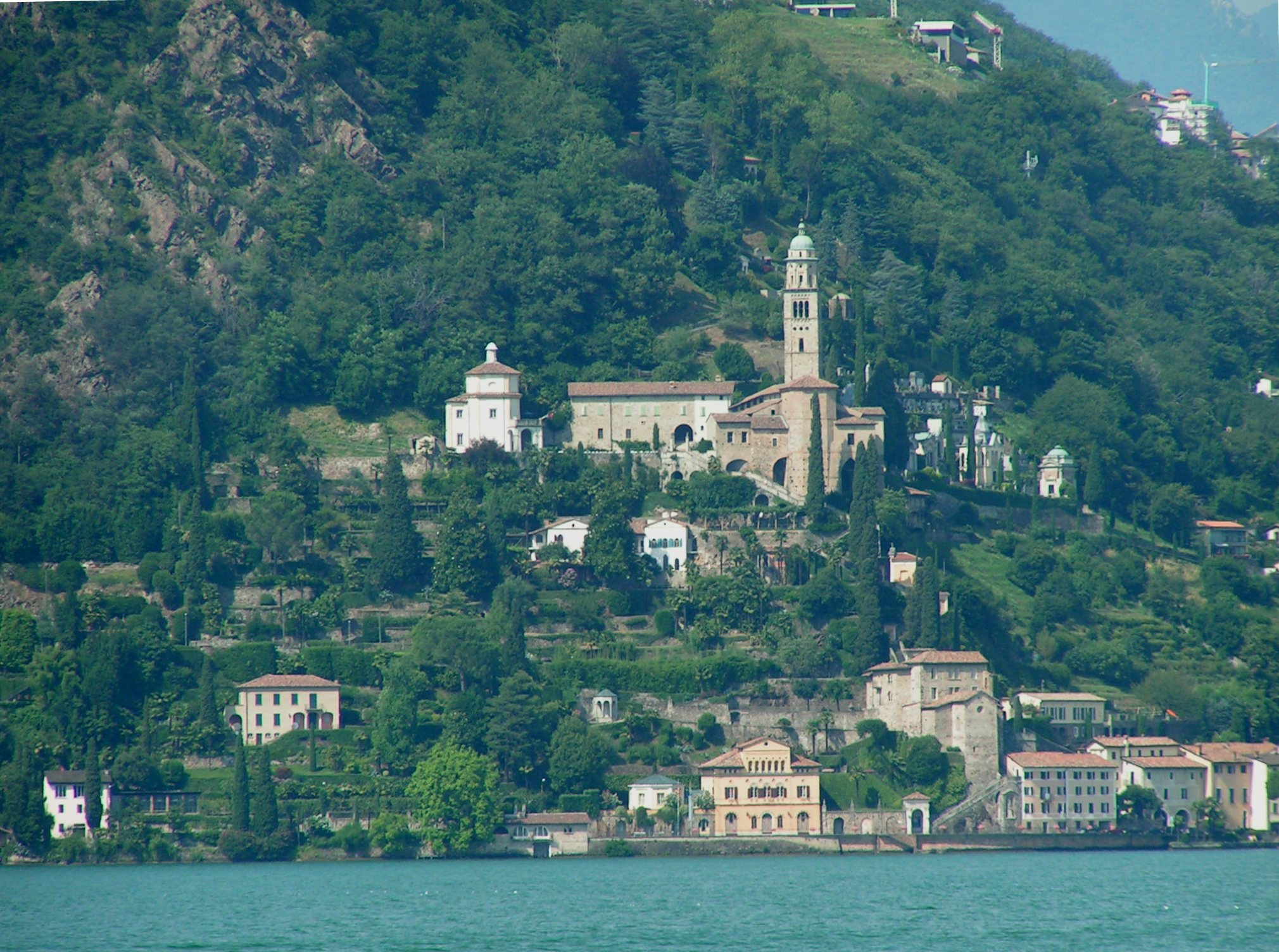
La chiesa di Santa Maria del Sasso, l'oratorio di Sant'Antonio di Padova e la chiesa di Sant'Antonio Abate

- chiesa di Santa Maria del Sasso, eretta nel XIII secolo e ricostruita nel 1462[1] e nel 1758[2][3];
- Chiesa di Sant'Antonio Abate, attestata dal 1591[2];
- Oratorio di Sant'Antonio di Padova, eretto nel 1676[2][3];
- Oratorio di San Rocco, eretto nel 1548-1553[senza fonte];
- Cimitero monumentale, costruito nel 1750[2].

### Architetture civili
- Ruderi del castello di Morcote, costruito nel 1100 circa[2];
- Palazzo del Municipio, edificio neorinascimentale costruito nella seconda metà del XIX secolo[senza fonte];
- Casa Tettamanti, già Casa Maspoli, la cui facciata risale al XVI secolo[senza fonte];
- Palazzo Fedele, già Palazzo Massari, risalente al XVII secolo. Al suo interno i bassorilievi Battesimo di Cristo, Annunciazione e Apparizione della Maria d'Avila (1796)[senza fonte];
- Casa in strecia di Rüggia, con una finestra tardogotica[senza fonte];
- Casa Ruggia e Isella, costruita in stile rinascimentale. Nella facciata sono degni di nota una finestra protorinascimentale e i motivi liberty[senza fonte];
- Casa Buzzi, realizzata nel XVI secolo. Degna di nota la facciata, animata da motivi geometrici a graffito[senza fonte];
- Palazzo Franchi[senza fonte], già Palazzo Paleari, costruito nel 1483[3] e modificato nel 1661[2][3]. Degne di nota le mensole in stucco sotto il tetto e la decorazione cinquecentesca sul prospetto nord-orientale[senza fonte]. Gli stucchi che ornano la facciata sono opera di Abbondio Paleari (XVII secolo)[3];
- Torre del Capitano[2], edificio di epoca medievale[3] risalente al XIV secolo e costruito usando conci di pietra. Nel XVIII secolo fu ridimensionata[senza fonte] e, in particolare, abbassata[3];
- Villa Matilde, edificio eclettico[senza fonte];
- Villa Foglia[senza fonte];
- Casa Chiattone, realizzata nel 1953 in località Arbostora su progetto di Mario Chiattone[senza fonte];
- Villa Angela, realizzata fra il 1892 e il 1914 in località Soresello su progetto di Paolito Somazzi[senza fonte];
- Parco Scherrer, realizzato nel 1930[senza fonte] su commissione di Herrmann Arthur Scherrer[2].

## Società

### Evoluzione demografica
L'evoluzione demografica è riportata nella seguente tabella:
Abitanti censiti

## Amministrazione
Ogni famiglia originaria del luogo faceva parte del cosiddetto comune patriziale ed aveva la responsabilità della manutenzione di ogni bene ricadente all'interno dei confini del comune. Il Patriziato di Morcote è estinto.